# Česká společnost chemická
Česká společnost chemická (ČSCH) je profesní sdružení občanů a právnických osob zabývajících se chemií nebo příbuznými obory, které prezentuje zájmy a aktivity českých chemiků. Historie tohoto nejstaršího českého sdružení sahá až do roku 1866, kdy vznikl Studentský přírodovědný spolek, na který společnost navazuje. Mimo to navazuje také na Spolek českých chemiků, na který byl spolek Isis mj. v roce 1872 přejmenován. Na založení spolku měli zásluhu profesoři Vojtěch Šafařík, František Štolba, Karel Preis a Vilém Baur.

## Spolkové časopisy
Vlajkovou lodí Společnosti je časopis Chemické listy. Spolek Isis (Spolek pro vzdělání v oboru chemie a pomocných věd) již v okamžiku svého založení v roce 1866 sledoval „vzájemným sdělováním úkoly theoretické a praktické řešiti a ku chemickému vzdělávání svých členů, jakož i ku zvelebení chemického průmyslu v Čechách se přičiňovati“ o povznesení svých členů. Nebylo se co diviti, že otcové zakladatelové již nedlouho po založení spolku usilovali o zřízení spolkového časopisu a učinili tak v období 1876-7 pod tehdejším názvem Listy chemické. Prvé číslo vychází v roce 1877 pod redakcí pánů Karla Preise, c.k. dvorního rady, profesora lučby analytické a Antonína Bělohubka, soukromého docenta lučby kvasné, oba na c. k. české polytechnice v Praze. S pozdějším názvem Chemické listy patří k nejstarším chemickým odborným časopisům. Časopis vychází od onoho roku 1877 dodnes, bez přerušení, dnes jako měsíčník.
Druhým časopisem vydávaným Společností je čtvrtletník Czech Chemical Society Symposium Series a je určen zejména pro publikování abstrakt z akcí Společnosti.
Společnost je spoluvlastníkem série odborných časopisů vydávaných konsorciem Chemistry Europe ve spolupráci s nakladatelským domem Wiley-VCH. Prvým časopisem konsorcia byl prestižní časopis Chemistry a European Journal.

## Ocenění společnosti
Společnost uděluje následující ocenění:
- medaili České společnosti chemické – jedno z nejvyšších vyznamenání společnosti pro odborníky na významné odborné úrovni, kteří se zasloužili o činnost ČSCH
- Hanušovu medaili – nejvyšší ocenění společnosti za vědecké dílo
- cenu Vojtěcha Šafaříka – významným vědeckým pracovníkům v chemických oborech k ocenění jejich zásluh o rozvoj chemických spolků a propagaci chemie
- cenu Alfreda Badera – pro mladé české organické a bio-organické chemiky
- cenu Karla Preise – za nejlepší práci otištěnou v ročníku Chemických listů
- cenu Miloše Hudlického – za nejlepší práci otištěnou v ročníku v jednom z evropských časopisů, jichž je ČSCH spoluvlastníkem
- cenu Viléma Baura – významným učitelům všech typů škol za přínos k výuce chemie
- cenu Otto Wichterla – pro zahraniční pracovníky v chemických oborech k uctění jejich zásluh o rozvoj české vědy
- medaili Vítězslava Veselého – odborníkům za zásluhy o rozvoj vědy a technologie v oboru tuků a detergentů
- medaili Vladimíra Majera – lidem, kteří se významně zasloužily o rozvoj jaderné chemie nebo některé její oblasti
- cenu Rudolfa Lukeše – za excelentní výsledky vysokého mezinárodního významu v oboru organické, bioorganické a medicinální chemie